# Rupert Hoilette
Rupert Hoilette (Kingston, Jamaica; 24 de junio de 1946 – Kingston, Jamaica; 6 de octubre de 2023) fue un atleta jamaicano especialista en carrera de velocidad que participó en los Juegos Olímpicos.

## Carrera
Su disciplina era la de los 400 metros tanto individual como por equipo, teniendo su primer éxito en los Juegos Panamericanos de 1963 donde ganó la medalla de bronce en la prueba de relevo 4 x 400 metros, vencido por Estados Unidos y Venezuela. Un año más tarde participó en la prueba de 400 metros en el Campeonato de las Indias Occidentales Británicas donde ganó la medalla de oro.
Tendría su única aparición en los Juegos Olímpicos en la edición de Tokio 1964 donde en el evento de 400 metros superó la ronda de clasificación al terminar en cuarto lugar, pero sería eliminado en los cuartos de final; mientras que en el relevo 4 x 400 metros finalizó en cuarto lugar a medio segundo de la medalla de bronce.
Su último logro fue en los X Juegos Centroamericanos y del Caribe donde ganó la medalla de plata en la prueba de 400 metros vencido por Juan Franceschi de Puerto Rico, y la medalla de oro en el relevo 4 x 400 metros.